# Герлинг, Эрих Карлович
Эрих Карлович Герлинг (10 [23] декабря 1904, Санкт-Петербург — 7 августа 1985, Ленинград) — советский учёный-геохимик, специалист в области геохронологии, доктор химических наук, лауреат Ленинской премии (1962).

## Биография
Родился 10 (23) декабря 1904 в Санкт-Петербурге в семье управляющего мыловаренным заводом Жукова, Карла Васильевича Герлинга (1879—1957) и Натальи Яковлевны (урожденной Юревиц; 1876—1956).
Общее образование получил в Петришуле (1914—1922).
Учился на химическом факультете Ленинградского университета (1922—1927). Окончил Ленинградский университет по отделению аналитической химии.
В 1927 год поступил младшим научным сотрудником в Институт металлов АН СССР.
В 1928 году работал в Государственном исследовательском керамическом институте в лаборатории флюоресцентных урановых композитов.
С 1931 года под руководством В. Г. Хлопина занимался распределением гелия и аргона в натуральных газах в лабораториях треста «Стройгаз».
С 1933 года в лабораторих Государственного радиевого института занимался исследованием изотопов гелия, вопросами получения гелия из ураносодержащих руд Карелии и Кольского полуострова, разрабатывал методы изотопного датирования горных пород.
В 1937 году исследовал проблемы превращения изотопов К40 в изотопы Ar40, дав начало калиево-аргонному методу определения возраста горных пород.
В 1947 году продолжил работу по совершенствованию гелиевого метода. В 1951 году был принят в Институт геологии докембрия АН СССР на должность старшего научного сотрудника, где и завершил работу над своей методикой определения возраста горных пород и внедрил эту методику в геологическую практику.
В 1962 году был удостоен Ленинской премии за открытие и разработку калий-аргонового метода определения возраста горных пород. Его открытие позволило изменить сложившиеся научные представления о геологических эпохах Земли и стало краеугольным камнем новой науки — изотопной геологии.
С 1962 года возглавлял лабораторию геологии и геохронологии в Институте геологии докембрия АН СССР. Он стал одним из основателей международных методов определения абсолютного возраста Земли и горных пород. За это время им были разработаны и внедрены в практику новые методы, основанные на U-Pb, K-Ar, К-Са изотопных переходах.
Скоропостижно скончался 7 августа 1985 года, был похоронен на Богословском кладбище в Ленинграде.

## Награды и премии
- 1947 — орден «Знак Почёта» (21.03.1947)
- 1962 — Ленинская премия, за открытие и разработку калий-аргонового метода определения абсолютного возраста геологических формаций.

## Основные научные работы
- Современное состояние К-Ar метода и его применение в геологии. 1961.
- Геохимия радиогенных и радиоактивных изотопов / Отв. ред.: Э. К. Герлинг, Ю. А. Шуколюков. — Л.: Наука, 1974.
- Методические проблемы ядерной геологии / Э. К. Герлинг, О. А. Левченков. — Л.: Наука, 1982.
- Isotope geology, 1984, Vol.2, No 4.

## Семья
Жена — Наталья Ивановна (урожденная Пестова; 1905—1989)
- Сын — Вольдемар Эрлихович Герлинг (род. 1935) — кандидат технических наук (1965), член-корреспондент Международной академии экологии.